# مالینکورد
مالینکورد (انگلیسی: Mallinckrodt) شرکت داروسازی ایرلندی است، که در سال ۱۸۶۷ تأسیس شد.